# Vila Nova de Gaia
Vila Nova de Gaia (pronunciado /ˈvilɐ ˈnɔvɐ ðɨ ˈɣajɐ/ (escucharⓘ); también conocida como Gaia) es una ciudad del distrito de Oporto, en la Región estadística del Norte de Portugal (NUTS II) que conforma el Área Metropolitana de Oporto (La ciudad de Oporto está justo enfrente). Con 303 854 habitantes (2021) es la segunda ciudad más grande del país por número de habitantes. Está localizada en el margen izquierdo del río Duero. En Gaia se encuentran las bodegas del vino de Oporto. 
Está subdividido en quince freguesias. El municipio limita al norte con Oporto, al nordeste por Gondomar, a sur por Santa Maria da Feira y Espinho y al oeste tiene el litoral del océano Atlántico. Tiene playas arenosas como: Granja, Aguda, Miramar, Valadares, etc.

## Geografía

### Demografía
| Gráfica de evolución demográfica de Vila Nova de Gaia entre 1864 y 2021 |
|                                                                         |
| Datos según el nomenclátor publicado por el INE portugués.              |

## Organización territorial
El municipio de Vila Nova de Gaia está formado por quince freguesias:
- Arcozelo
- Avintes
- Canelas
- Canidelo
- Grijó e Sermonde
- Gulpilhares e Valadares
- Madalena
- Mafamude e Vilar do Paraíso
- Oliveira do Douro
- Pedroso e Seixezelo
- Sandim, Olival, Lever e Crestuma
- Santa Marinha e São Pedro da Afurada
- São Félix da Marinha
- Serzedo e Perosinho
- Vilar de Andorinho

## Historia
Según el Conde D. Pedro, Alboazar Albodan fue señor del castillo de Gaia y de toda la comarca hasta Santarén.  Ésta crónica narrada por el Conde podría ser apócrifa.
Al final de las guerras liberales, Gaia y Vila Nova fueron beneficiadas con autonomía política y así nació el actual municipio de Vila Nova de Gaia, el 20 de junio de 1834.
Aunque independiente, el flujo de tráfico entre las dos orillas del Duero siguió aumentando. A partir de este momento en la historia de la ciudad está entrelazada con la historia de sus puentes. El Ponte Pênsil, terminado en 1843 es la primera conexión permanente. En 1877 se inauguró el primer ferrocarril que cruza a la margen norte con el puente Maria Pia. La construcción del Puente Don Luis I fue terminada en 1886. Esto fue seguido por 77 años pasaron con ciertos problemas hasta que en 1963 el Puente de Arrábida se puso en funcionamiento. Una vez más, el fuerte crecimiento de la población obligó a los crecientes vínculos entre las dos partes. El Ponte do Freixo completado en 1995 y el Puente do Infante en 2003 son los cruces más recientes para servir al municipio.
Con las numerosas industrias que se instalan en el municipio a finales del siglo XIX y el gran aumento de la población en la segunda mitad del siglo XX, fue finalmente considerada de manera oficial ciudad en 1984.
Actualmente algunas opiniones apuntan en la dirección de la fusión de los municipios de Oporto y Vila Nova de Gaia.

## Economía
Al ser una ciudad grande, Gaia tiene una diversidad históricamente significativa en su estructura económica. En todos los sectores, el municipio sirvió como sede o estaba en la génesis de las empresas nacionales de referencia.
El mantenimiento de una diversidad fuerte en todos los sectores de actividad lo convierte ahora en una referencia en el comercio minorista. La Asociación Comercial e Industrial de Gaia tiene una caracterización definitiva de las actividades económicas.

### Comercio y servicios
En la década de 1990 la ciudad recibió dos grandes centros comerciales, que fueron hitos importantes en el desarrollo de la ciudad: Gaia Shopping y ArrábidaShopping. También la cadena El Corte Inglés se instaló en la parroquia de Mafamude, siendo el segundo centro que abrió en Portugal. Todos los bancos portugueses tienen varias representaciones en el municipio, incluidos algunos organismos especializados en banca privada. En el área de la salud, la ciudad es servida por el Centro Hospitalario de Vila Nova de Gaia-Espinho, así como varios laboratorios clínicos y analíticos. La ciudad también cuenta con el Hospital da Arrábida, uno de los primeros hospitales privados del país.